# Rhopalopsole yangdingi
Rhopalopsole yangdingi is een steenvlieg uit de familie naaldsteenvliegen (Leuctridae). De wetenschappelijke naam van de soort is voor het eerst geldig gepubliceerd in 2008 door Sivec, Harper & Shimizu.